# Краснополье (Гусевский район)
Краснополье (до 1935 — Пётшкемен (нем. Pötschkehmen), до 1946 — Пётшвальде (нем. Pötschwalde)) — посёлок в Гусевском городском округе Калининградской области. Входит в состав Михайловского сельского поселения.

## Население
| 1910 | 1933 | 1939 | 2002 | 2010 |
| ---- | ---- | ---- | ---- | ---- |
| 431  | ↘253 | ↗254 | ↘111 | ↗113 |

## История
В сентябре 1737 года в Пётшкемене была открыта школа.
В ходе Семилетней войны, в августе 1757 года, Пётшкемен был занят русскими войсками.
В 1938 году Пётшкемен был переименован в Пётшвальде.
В 1946 году Пётшвальде был переименован в поселок Краснополье.